# NGC 4953
NGC 4953 ist eine Linsenförmige Galaxie vom Hubble-Typ S0-a im Sternbild Zentaur, die etwa 214 Millionen Lichtjahre von der Milchstraße entfernt ist. Sie bildet mit dem Nicht-NGC-Objekt PGC 45343 eine durch Gravitation verbundene Doppelgalaxie.
Das astronomische Objekt wurde am 26. Juni 1834 von John Herschel mit einem 18-Zoll-Spiegelteleskop entdeckt, der sie dabei mit „vF, pS, among stars; wind furious“ beschrieb. Bei einer zweiten Beobachtung notierte er „Viewed; a diagram made representing it as round, with three small stars, one distant about 1 semi-diameter from border; pos about 293 degrees; another distant 2/3 diameter; pos = 75 degrees; the third distant 1.5 diameter, pos = 300 degrees“.